# Hico (Virginie-Occidentale)
Pour les articles homonymes, voir Hico.
Hico est une census-designated place située dans le comté de Fayette, dans l’État de Virginie-Occidentale, aux États-Unis. Lors du recensement de 2020, elle comptait 239 habitants.